# Стенжаричі
Стенжа́ричі — село в Україні, в Устилузькій міській територіальній громаді Володимирського району Волинської області. Населення становить 492 осіб.
В селі є загальноосвітня школа I—III ступенів, клуб, бібліотека, дитячий садок, фельдшерсько-акушерський пункт, відділення зв'язку, 3 торговельних заклади.
Село газифіковане. Дорога з твердим покриттям в задовільному стані. Наявне постійне транспортне сполучення з районним та обласним центрами.
У серпні 2015 року село увійшло до складу новоствореної Устилузької міської громади.

## Географія
Селом протікає річка Золотуха.

## Історія
Станом на 1902 рік в селі була церква, смолярня, цегельня, 105 будинків зі 786 мешканцями[джерело?].
У 1906 році село Коритницької волості Володимир-Волинського повіту Волинської губернії. Відстань від повітового міста 21 верст, від волості 9. Дворів 104, мешканців 813.
В 1917 році село входить до складу Української Народної Республіки.
Внаслідок поразки Перших визвольних змагань село входить до складу Польської Республіки.
У 1921—1939 рр. у Стенжаричах діяла підпільна організація КПЗУ.

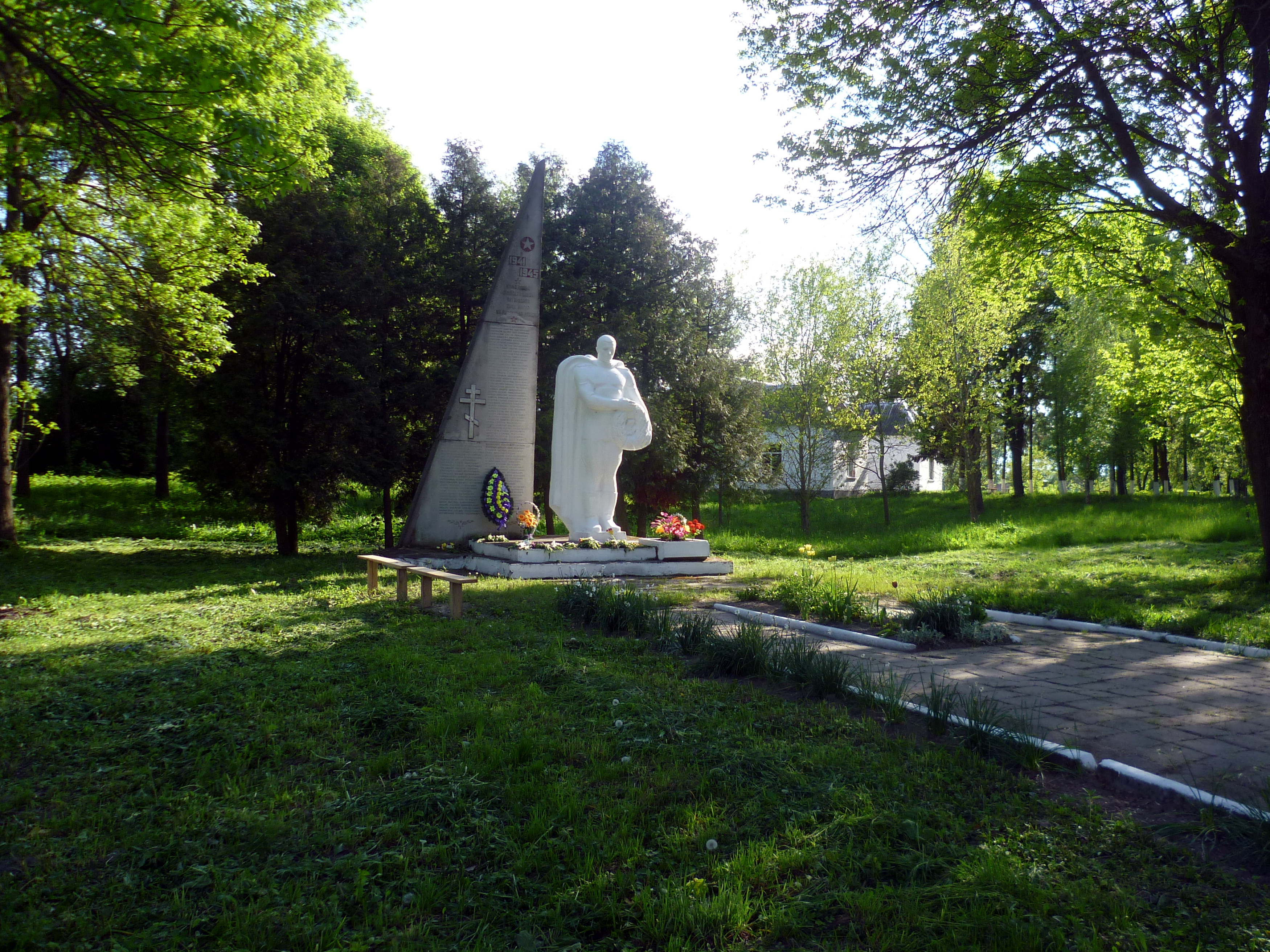
Пам’ятник землякам (1972 рік)

За зв'язки жителів села з радянськими партизанами в роки німецько-радянської війни гітлерівці вбили 120 чоловік, 107-вивезли на каторжні роботи до Німеччини, зруйнували 95 житлових будинків.
12 червня 2020 року, відповідно до розпорядження Кабінету Міністрів України № 708-р «Про визначення адміністративних центрів та затвердження територій територіальних громад Волинської області», увійшло до складу Устилузької міської територіальної громади.
19 липня 2020 року, в результаті адміністративно-територіальної реформи та ліквідації  Володимир-Волинського району(1940—2020), село увійшло до новоутвореного Володимир-Волинського району (від 18 липня 2022 Володимирського).

## Населення
Згідно з переписом УРСР 1989 року чисельність наявного населення села становила 621 особа, з яких 285 чоловіків та 336 жінок.
За переписом населення України 2001 року в селі мешкали 484 особи.

### Мова
Розподіл населення за рідною мовою за даними перепису 2001 року:
| Мова       | Відсоток |
| ---------- | -------- |
| українська | 99,39 %  |
| російська  | 0,61 %   |